# Minerals orgànics
Un mineral orgànic és qualsevol compost químic que contingui carboni a les seves molècules. Tanmateix, per raons històriques, hi ha una sèrie de substàncies que tot i contenir carboni són considerades inorgàniques, com els carbonats, els òxids simples de carboni, els cianurs i els al·lòtrops de carboni com el grafit.
Segons la classificació de Nickel-Strunz, els compostos orgànics s'estructuren de la següent manera:
10.A - Sals d'àcids orgànics
10.AA - Formats, Acetats, etc.
10.AA.05 - Formicaïta
10.AA.10 - Dashkovaïta
10.AA.20 - Acetamida
10.AA.25 - Calclacita
10.AA.30 - Paceïta
10.AA.35 - Hoganita
10.AB - Oxalats
10.AB.05 - Humboldtina, lindbergita
10.AB.10 - Gluixinskita
10.AB.15 - Moolooïta
10.AB.20 - Stepanovita
10.AB.25 - Minguzzita
10.AB.30 - Wheatleyita
10.AB.35 - Zhemchuzhnikovita
10.AB.40 - Weddel·lita
10.AB.45 - Whewel·lita
10.AB.50 - Caoxita
10.AB.55 - Oxammita
10.AB.60 - Natroxalat
10.AB.65 - Coskrenita-(Ce)
10.AB.70 - Levinsonita-(Y)
10.AB.75 - Zugshunstita-(Ce)
10.AB.80 - Novgorodovaïta
10.AC - Sals benzines
10.AC.05 - Mel·lita
10.AC.10 - Earlandita
10.AC.15 - Pigotita
10.AD - Cianats
10.AD.05 - Julienita
10.AD.10 - Kafehidrocianita
10.B - Hidrocarburs
10.BA - Hidrocarburs
10.BA.05 - Fichtelita
10.BA.10 - Hartita
10.BA.15 - Dinita
10.BA.20 - Idrialita
10.BA.25 - Kratochvilita
10.BA.30 - Carpathita
10.BA.40 - Ravatita
10.BA.45 - Simonel·lita
10.BA.50 - Evenkita
10.C - Miscel·lània de minerals orgànics
10.CA - Miscel·lània de minerals orgànics
10.CA.05 - Refikita
10.CA.10 - Flagstaffita
10.CA.15 - Hoelita
10.CA.20 - Abelsonita
10.CA.25 - Kladnoïta
10.CA.30 - Guanina, tinnunculita
10.CA.35 - Urea
10.CA.40 - Uricita